# Związek Zborów Słowiańskich Baptystów w Polsce
Związek Zborów Słowiańskich Baptystów w Polsce – istniejący w II Rzeczypospolitej związek religijny skupiający słowiańskich wyznawców baptyzmu, głównie Polaków, Ukraińców, Białorusinów i Czechów.

## Geneza i rozwój
Pierwszymi baptystami na ziemiach polskich byli Niemcy. Po odzyskaniu przez Polskę niepodległości wśród polskich wyznawców baptyzmu powstały aspiracje do wyodrębnienia się z niemieckiej denominacji baptystycznej mającej swe korzenie m.in. w działalności Gotfryda Fryderyka Alfa (1831–1898). Czołową rolę w inicjowaniu związku wyznaniowego skupiającego Polaków, Ukraińców, Białorusinów, Czechów i innych Słowian był pastor Karol Władysław Strzelec. Na zjeździe zorganizowanym 29 września – 1 października 1921 w kaplicy przy ul. Grzybowskiej 54 w Warszawie zebrało się 52 delegatów zborów, którzy podjęli uchwałę o utworzeniu Związku Zborów Słowiańskich Baptystów w Polsce celem uzyskania uznania ze strony władz państwowych. Prezesem związku został kaznodzieja Jan Petrasz.
W wyniku zbliżenia ze Związkiem Ewangelicznych Chrześcijan w 1923 doszło do połączenia wspólnoty słowiańskich baptystów z tą denominacją, i tym samym powstał Związek Słowiańskich Zborów Ewangelicznych Chrześcijan i Baptystów. Jego pierwszym prezesem został Karol W. Strzelec, a po jego wyjeździe w 1924 do USA Ludwik Szenderowski. Na skutek wewnętrznych animozji związek religijny łączący baptystów i ewangelicznych chrześcijan rozpadł się w 1927.
W 1937 Związek podjął uchwałę o zjednoczeniu z Unią Zborów Baptystów Języka Niemieckiego w Polsce i utworzeniu wspólnego Kościoła Ewangeliczno-Baptystycznego w Rzeczypospolitej Polskiej. Wspólnota ta obejmowała łącznie 31 242 wiernych. Nie doczekała się jednak uznania przez władze II Rzeczypospolitej.
Kres działalności Związku położył po wybuchu II wojny światowej dekret generalnego gubernatora Hansa Franka z 1940 w sprawie likwidacji stowarzyszeń i nieuznanych związków religijnych. Zbory należące do Związku stały się częścią nowego bytu prawnego zatwierdzonego przez władze Generalnego Gubernatorstwa pn. Związek Nieniemieckich Ewangelicko-Wolnokościelnych Zborów (baptyści). Na terenach II Rzeczypospolitej zajętych przez ZSRR zbory członkowskie Związku zostały poddane represjom, a po 1944 wcielone do utworzonej z woli KPZR Ogólnozwiązkowej Rady Ewangelicznych Chrześcijan-Baptystów.
Kontynuatorem działalności Związku i jego jednostek organizacyjnych jest zgodnie z art. 4 ustawy z dnia 30 czerwca 1995 o stosunku Państwa do Kościoła Chrześcijan Baptystów w Rzeczypospolitej Polskiej Kościół Chrześcijan Baptystów w RP.

## Ustrój
Struktura organizacyjna związku była demokratyczna. Składał on się z lokalnych wspólnot wyznawców (zborów) samodzielnie powołujących swoich duszpasterzy i wybierających swoich przedstawicieli do organu uchwałodawczego całej denominacji (zjazd). Zjazd skupiający delegatów zborów dokonywał wyboru kilkuosobowej Rady Naczelnej, której przewodniczył prezes. Do 1939 odbyło się 13 zjazdów.
Ze względu na brak osobowości prawnej Związku sprawy majątkowe tej wspólnoty religijne prowadzone były w ramach zarejestrowanego w 1929 Stowarzyszenia Wzajemnej Pomocy Baptystów.

## Statystyka
W 1927 Związek zrzeszał 44 następujące zbory ze wskazaną poniżej liczbą wiernych (w nawiasach na pierwszym miejscu wyszczególniono pełnoprawnych członków, na drugim liczbę wyznawców niebędących członkami, a pozostających pod opieką duszpasterską danego zboru: Białowieża (52, 72), Białystok (46, 86), Białowieża-Zanowiny (29, 40), Bielsk Podlaski (9, 26), Brześć nad Bugiem (213, 500), Grodno (63, 115), Grzybowice (22, 42), Hujcze (88, 136), Kamienica Biskupia (65, 115), Kamieniec Litewski (112, 400), Kamionka (55, 100), Katowice (92, 157), Kolechowice (58, 67), Kolonia Baptystów (35, 55), Kulawa (22, 57), Lida Nowojelnia (52, 80), Lwów (49, 69), Łódź (70, 120), Łysków (87, 112), Michałówka (50, 90), Mirotyn (250, 370), Okczyn (26, 36), Orchowo (96, 102), Ostrzeszów-Czermin (211, 430), Ożenin (63, 93), Płoska (104, 150), Poznań (18, 19), Prituki (19, 40), Przedoty (25, 59), Rawa Ruska (17, 85), Rogoźno (65, 93), Rokitno (26, 41), Rudka (139, 139), Sałasze (30, 42), Stawo-Ogrodniki (52, 149), Serednica (82, 120), Waldorf (24, 39), Warszawa (74, 180), Wilno (29, 54), Wołożyn (54, 62), Zaborze (61, 87), Zdołbunów (30, 100), Zelów (216, 400), Zelwa (144, 450).
Łącznie w 1927 Związek skupiał 3 124 pełnoprawnych członków zborów, a pod ich opieką pozostawało dalsze 5 779 osób.
W 1937 wspólnota liczyła 6 634 pełnoprawnych członków, a ogółem 13 880 wyznawców.

## Edukacja teologiczna
Duchowni i inni działacze związku uzyskiwali wykształcenie za granicą w seminarium teologicznym w Hamburgu oraz w Baptystycznym Seminarium Teologicznym w Łodzi. Obok tego organizowano systematycznie kursy dokształcające.

## Działalność wydawnicza
Pierwszym czasopismem Związku był założony przez Karola W. Strzelca „Wolny Chrześcijanin”. Przez szereg lat jego redaktorem był Stefan Bortkiewicz. Kolejnym pismem był „Majak”. W 1925 rok zaczęto wydawać miesięcznik „Słowo Prawdy”, który ukazywał się do wybuchu II wojny światowej. Jego redaktorem naczelnym w latach 1925–1936 był Ludwik Miksa.

## Główni działacze
- Łukasz Dziekuć-Malej (1888–1955) – wiceprezes Związku[17]
- Waldemar Gutsche (1889–1973) – wiceprezes Związku[18]
- Aleksander Kircun (1905–1989) – członek Rady Naczelnej Związku[19]
- Alfred Władysław Kurzawa (1905–1973) – pastor zboru warszawskiego, redaktor naczelny miesięcznika „Słowo Prawdy”[20].
- Ludwik Miksa (1883–1956) – prezes Związku, redaktor naczelny miesięcznika „Słowo Prawdy”[16]
- Jan Petrasz (1871–1958) – pierwszy prezes Związku[21]
- Bronisław Spałek (1883–1942) – prezes Związku[22],
- Karol Władysław Strzelec (1869–1962) – czołowy inicjator i prezes Związku[23]

## Inni działacze
- Szymon Biliński